# Альштедт (Саксония-Анхальт)
Альштедт (нем. Allstedt) — город в Германии, в земле Саксония-Анхальт.
Входит в состав района Зангерхаузен. Подчиняется управлению Альштедт-Кальтенборн. Население составляет 8452 человека (на 31 декабря 2010 года). Занимает площадь 31,85 км². Официальный код — 15 2 66 001.

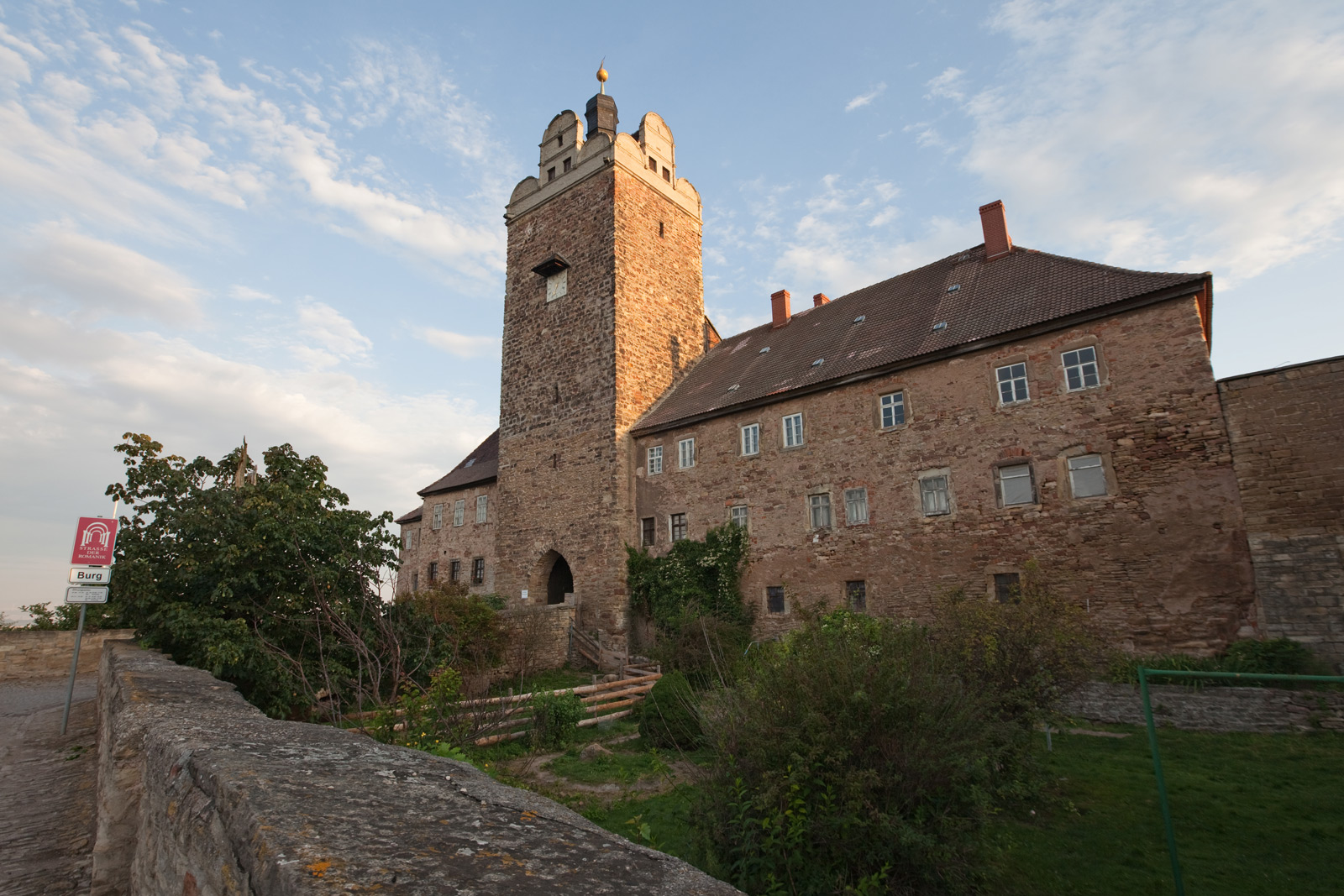
Замок

## Известные уроженцы
- Гейман, Христофор Август (1681—1764) — немецкий филолог, искусствовед и историк литературы